# Emil Ibrahimov
Pour les articles homonymes, voir Ibrahimov.
Emil Ibrahimov (en ukrainien : Еміль Ібрагімов, né le 1er février 1990) est un athlète ukrainien, spécialiste du sprint.
Depuis 2014, il co-détient le record national du relais 4 x 100 m en 38 s 53, avec Serhiy Smelyk, Ihor Bodrov et Vitaliy Korzh.
Il détient un record personnel sur 100 m de 10 s 30, en 2016 à Erzurum. Il remporte le titre national sur 200 m en 2017. Il est finaliste du relais 4 x 100 m lors des Championnats d’Europe 2018.